# 누벨 만화
누벨 만화(La nouvelle manga)은 프랑스-벨기에 만화가와 일본의 만화가를 모으는 예술 운동의 일종이다.

## 역사
이 용어는 만화 잡지 《코미커스(コミッカーズ)》의 편집자 구스미 기요시(楠見清)가 프랑스 출신으로 오랜 기간 동안 일본에서 살다가 2008년 12월에 프랑스로 돌아간 프레데리크 부알레(Frédéric Boilet)의 작품을 가리키면서 처음 사용하였다. 부알레는 이 용어를 자신을 위해 사용하였으며, 다른 예술가의 참여를 독려하였다. 부알레는 프랑스에서 더 많이 출판되는 액션 지향적인 만화를 지칭하기 위해 사용되는 프랑스어 남성형(le)의 반대로서 누벨 만화를 프랑스어 여성형(la)으로 말하는 것을 선호한다.
유럽의 영화가 일상 생활에 그 주제의 기원을 두고 있으나, 프랑스-벨기에 만화는 오랜 기간 동안 SF나 서부극과 같은 정형화된 장르에 국한되어 있었다. 일본의 작가들은 반면에 일상 생활을 폭넓게 활용하였으나 널리 번역되지는 않았다. 누벨 만화 운동의 참여자를 위하여 모든 국적의 만화 사이의 가교가 마련되었다. 누벨 만화를 대안 만화에 제한하는 경우도 있으나 모든 분야에서 활동하는 만화가의 예는 많이 있다. 부알레 자신도 일본, 프랑스, 미국의 대안 출판 조직에서뿐만 아니라 《빅 코믹》과 같은 주류 청년 만화 잡지에서도 작품을 발표하였다.